# Rjúkjú kobudó

## Történet
A kobudó-stílusokat ősi kínai tradíciók szerint, több kata (formagyakorlat) alapján gyakorolták, amelyeket  az  újkorban  Sinken Taira (1890-1970) kobudó-mester követett vissza, s gyűjtött össze. Ezen munka is segített abban, hogy feléledhettek újra az okinavai fegyveres  rendszerek, s elérhették a szamurájok fegyveres rendszereivel (kendó, naginata-dó, iaidó és kjúdó) azonos  helyet. A kobudó másik nagy alakja, az okinava kobudó mestere Matajosi Sinpo.
A kobudó stílusai eredetileg 1609. után alakultak ki Okinava szigetén, amikor betiltották a lakosság körében a fegyverviselést. Ekkor fejlődött ki – nagyrészt titokban – a sorozatos támadásoknak köszönhetően a kobudó és a karate-dó stílusok mozgásanyaga.
Ma a kobudó legfőbb célja (minden más budó stílushoz hasonlóan) a személyiség fejlesztése, az önismeret kialakítása, az emberi képességek határainak kitolása.
A kobudó gyakorlása során a tanulók nemcsak a fegyverekkel foglalkoznak. Megismerkednek pusztakezes önvédelmi, küzdelmi, esés- és dobástechnikákkal is. A kobudó legismertebb eszközei mára már nyugaton önálló életre keltek. A bodzsicu mellett megjelent a tonfa és a nuncsaku is az önálló küzdősportok sorában. E két stílusban már vannak versenyek, világbajnokságok és itt inkább beszélhetünk versenysportról, mint harcművészetről.
A kobudó történetével kapcsolatban a leghitelesebb okinavai forrás az Omoroszosi című korabeli könyv, mely 1500 hosszabb-rövidebb versből áll. Ezek mind rjúkjúi dialektusban íródtak a 13. és a 17. század között. A versek bemutatják az akkori kultúrát, társadalmat, politikai változásokat és az okinavaiak mindennapjait. Ebből derül ki az is, hogy az okinavaiak is ismerték és használták a páncélt, a sisakot, valamint a hajlított kardot, akárcsak a szamurájok. Sajnos a bót és a szait tartalmazó részek elvesztek. Az Omoroszosi ma hozzáférhető részei által említett egyetlen kobudó-fegyver a dzso.
Mivel a karddal felfegyverzett okinavaiak komoly ellenfelei lehettek volna a japán harcosoknak, 1609-ben a Szacuma-invázió idején betiltották a lakosság körében a fegyvertartást, ekkor indult rohamos fejlődésnek az okinava-te (a karate-dó elődje) és a kobudó. Az eredetileg mezőgazdasági eszközök hamarosan fegyverként éltek tovább, titokban adták át a mesterek tudásukat, főleg családon belül. Az akkori stílusok között sok olyan volt, mely csak 1-2 fegyver használatát oktatta. Mára már a kobudó minden stílusában több fegyvert használnak. Az öt alapfegyver: bó, szai, nuncsaku (cséphadaró), tonfa (a kézi hajtású gabonaőrlő hajtókarja volt), kama  (sarló); a stílusok legföbb fegyvere a bot (bó). Vannak ugyanakkor különleges fegyverek, mint például az eku, a timbei és a szantecukon.
A kobudó klasszikusan okinavai stílus, mely mára már nemzetközi és több iskolára bomlik. Az egyes iskolák egymástól függetlenül működnek. A kobudó stílusokban nincsenek versenyek, de sokszor követelmény a valós harci (küzdelmi) tudás, mely fejlesztéséhez a mesterek különböző módszereket dolgoztak ki az elmúlt néhány évtizedben (védőfelszerelések, küzdelmi szabályok, biztonsági eszközök stb.)